# Crowborough
Crowborough ist eine Stadt mit 19.794 Einwohnern (Schätzung 2009) im District Wealden in der Grafschaft East Sussex, England. Sie ist auch Verwaltungssitz von Wealden und nach der Einwohnerzahl die größte Stadt im Landesinneren von East Sussex.
Crowborough liegt im Weald, dort befindet sich mit 242 m auch der höchste Punkt im Stadtgebiet, und am Rande des Ashdown Forest. Etwa 12,8 Kilometer (7 Meilen) nordöstlich befindet sich Royal Tunbridge Wells und etwa 56 Kilometer (35 Meilen) in nordwestlicher Richtung die Hauptstadt London.
Städtepartnerschaften bestehen mit Montargis in Frankreich und Horwich, Greater Manchester.
Die Stadt liegt zwischen den Orten Royal Tunbridge Wells und Uckfield an der Fernverkehrsstraße A26, in der Nähe verläuft auch die Fernstraße A21 nach London.

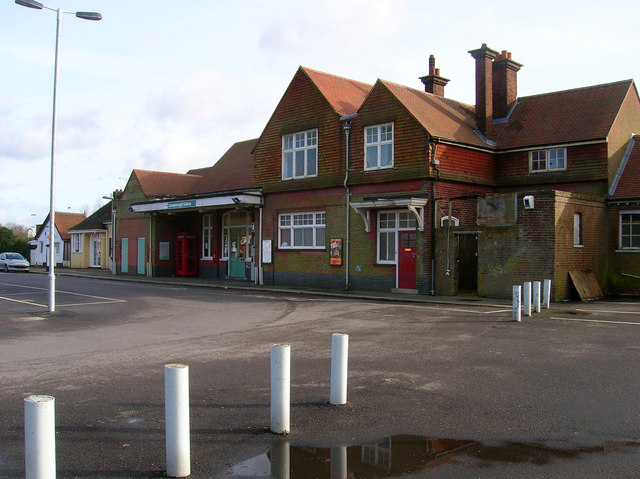
Bahnhof Crowborough

Der Bahnhof liegt an der Strecke von London Bridge nach Uckfield und wird von der Bahngesellschaft Southern im Personenverkehr bedient. Die Bahnfahrt nach London dauert etwa eine Stunde.

## Persönlichkeiten
Der sicherlich bekannteste Bürger der Stadt war der Schriftsteller Arthur Conan Doyle, der 1930 auf seinem im Stadtgebiet liegenden Anwesen Windlesham verstarb. Auch der walisische Astronom Isaac Roberts wurde 1904 zunächst in Crowborough beigesetzt. Geboren wurden in der Stadt die Gärtnerin und Fotografin Valerie Finnis (1924–2006), der Historiker Kevin Brownlow (* 1938) und der Astronaut Piers Sellers (1955–2016); der Jazzmusiker Steve Argüelles (* 1963) und die mehrfache Olympiasiegerin im Vielseitigkeitsreiten Philippa Funnell (* 1968) stammen ebenfalls aus der Stadt sowie der Politiker und Journalist Tom Driberg (1905–1976).

## Sehenswürdigkeiten

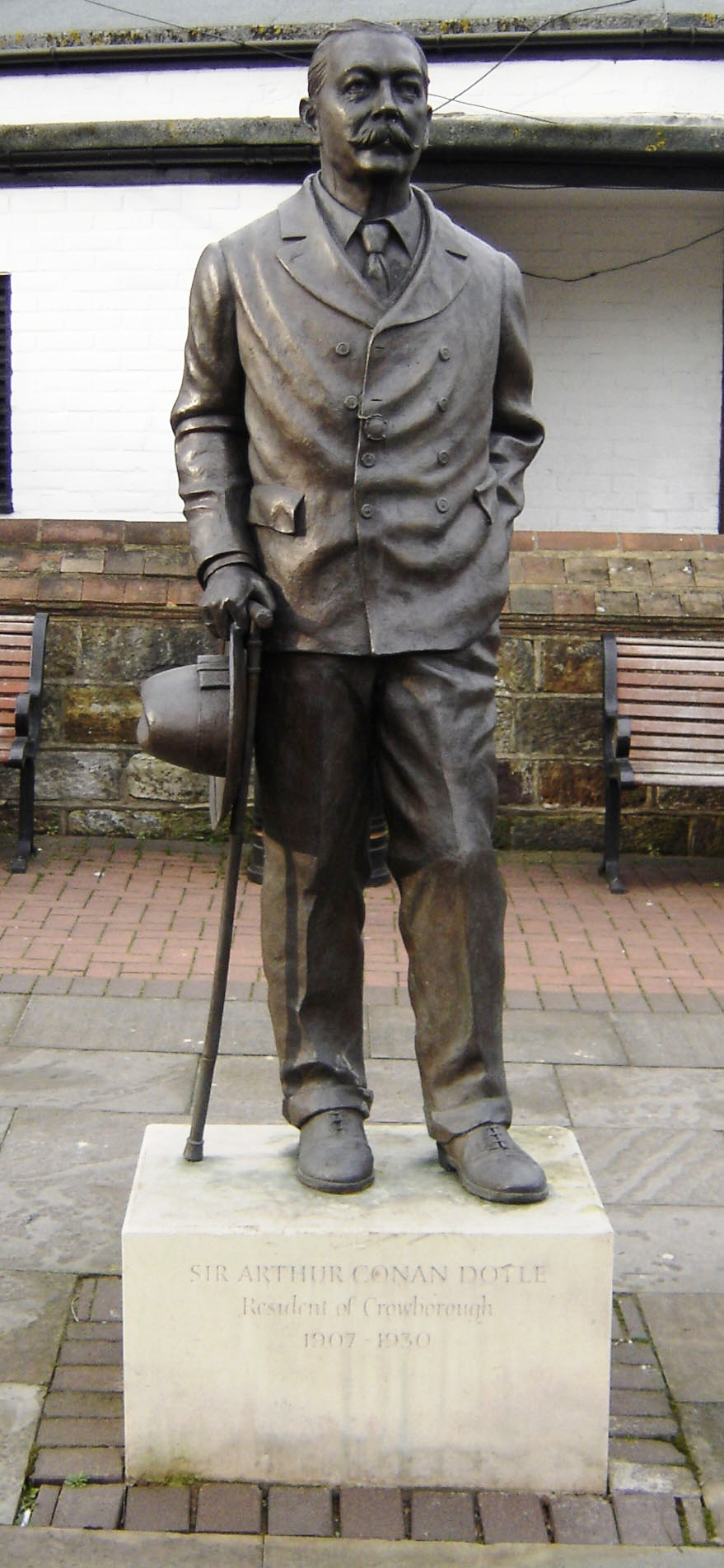
Arthur-Conan-Doyle-Statue (2005)

Am 14. April 2001 wurde eine Bronzestatue von Arthur Conan Doyle enthüllt. Sie steht am Cloke’s Corner und wurde durch den Conan Doyle Statue Trust mit Zuschüssen des Town Council Crowborough und privaten Spenden finanziert.